# Gáspár Orbán
Pour les articles homonymes, voir Orban.
Dans le nom hongrois Orbán Gáspár, le nom de famille précède le prénom, mais cet article utilise l’ordre habituel en français Gáspár Orbán, où le prénom précède le nom.
Gáspár Orbán, né le 7 février 1992 à Budapest (Hongrie), est un pasteur évangélique, ancien joueur de football professionnel. Également officier des forces armées hongroises, il participe aux opérations diplomatico-militaires de la Hongrie en Afrique.
Il est le fils de Viktor Orbán.

## Biographie

### Jeunesse et famille
Gáspár Orbán naît le 7 février 1992 à Budapest ; il est l'unique garçon d'une fratrie de cinq enfants. Son père, Viktor Orbán, est alors député à l'Assemblée nationale hongroise. Gáspár Orbán commence sa carrière dans le football, devenant un temps joueur professionnel. Il exerce cette activité entre 2010 et 2014 mais doit s'arrêter en raison d'une blessure.
Il réalise également des études de droit à l'université Loránd-Eötvös de Budapest.

### Ministère
En 2015, il réalise une mission humanitaire en Ouganda, consistant à apprendre à des enfants à jouer au football, avec l'association chrétienne Empower a Child. Il dit avoir été « touché par la grâce de Dieu », ce qui l'aurait poussé à devenir pasteur. Il fonde avec deux amis une église charismatique évangélique, appelée Felház (en français : « La Maison »). Il prêche au cours d'événements de grande ampleur, décrits comme des « [shows] à l’américaine, avec écrans géants, groupe de rock chrétien et jeux de lumière sophistiqués, jusqu’à la transe collective ». Il prétend également être capable de soigner les blessures des spectateurs.
Gáspár Orbán se donne pour objectif d'évangéliser les 18-30 ans en Hongrie, notamment via les réseaux sociaux. Il vise en particulier les jeunes les plus diplômés, formés à l'étranger et connectés.

### Carrière militaire et diplomatique
En 2019, de retour d'Afrique, il s'engage dans les forces armées hongroises. Il reçoit une bourse ministérielle, financée par des fonds publics, pour intégrer l'Académie royale militaire de Sandhurst, au Royaume-Uni. Bien que la suite de sa carrière militaire ne soit pas connue, il apparaît en uniforme sur plusieurs photos,. Il devient officier, ce que confirme le ministère de la Défense hongrois.
Soldat de l'armée hongroise, Gáspár Orbán est impliqué dans la stratégie diplomatico-militaire de la Hongrie en Afrique, en particulier au Sahel, selon Le Monde et le média indépendant hongrois Direkt36. Les deux pays concluent un accord prévoyant le déploiement de plusieurs centaines de soldats hongrois au Tchad, dans un objectif de soutien à la lutte antiterroriste. Le texte inclut également un déploiement dans les pays voisins du Sahel, notamment le Niger. La réception de ce plan d'intervention militaire extérieure est mitigée, certain le jugeant « risqué et coûteux ». Selon Direkt36, il « n'est pas unanimement populaire dans les milieux militaires, et se pose aussi la question de l'intérêt de la Hongrie. ».
Au total, il participe à au moins six réunions bilatérales entre les deux pays entre mai 2023 et janvier 2024. Il apparaît sur les images et vidéos diffusées par les autorités tchadiennes, mais n'est pas visible sur les publications de la diplomatie hongroise. Il est notamment identifié parmi les membres de la délégation hongroise en visite au Tchad en octobre puis le 7 décembre 2023, bien qu'il cherche alors à dissimuler son identité. Une application de reconnaissance faciale confirme son identité.
Selon Direkt36, le fils du Premier ministre « joue un rôle clé dans le lancement de la mission au Tchad » en raison de ses liens avec l'Afrique : il est proche de Mohamed Bazoum et de la famille de Mahamat Idriss Déby. Des sources proches des autorités tchadiennes révèlent que c'est Gáspár Orbán qui a établi les premiers contacts ayant mené à ce partenariat. Le ministère de la Défense, contacté, confirme son engagement comme officier dans l'armée, mais refuse de donner plus d'informations, arguant qu'elles « ne concernent pas le public » ; le ministère des Affaires étrangères nie avoir connaissance de Gáspár Orbán. Cependant, quelques jours plus tard, Kristóf Szalay-Bobrovniczky, ministre de la Défense, admet son implication en Afrique en tant qu'« officier de liaison ».

## Vie privée
Ses relations avec son père sont complexes, ce dernier étant issu d'un milieu de confession protestante calviniste. Gáspár Orbán déclare avoir le soutien de son père, qui cherche également en tant que Premier ministre à « rechristianiser » la Hongrie. Cependant, bien qu'il soit proche de lui, il se montre subtilement critique de certains aspects de sa politique, notamment à l'encontre des réfugiés.